# 利斯特拉克德迪雷兹
利斯特拉克德迪雷兹（法語：Listrac-de-Durèze）是法国吉伦特省的一个市镇，属于朗贡区（Langon）佩莱格吕埃县（Pellegrue）。该市镇总面积5.31平方公里，2009年时的人口为177人。

## 人口
利斯特拉克德迪雷兹人口变化图示